# Louny (distrikt)
Louny' (tjeckiska: okres Louny) är ett distrikt i Tjeckien. Det ligger i regionen Ústí nad Labem, i den nordvästra delen av landet, 60 km nordväst om huvudstaden Prag. Antalet invånare är 85 898. Arean är 1 118 kvadratkilometer. Distriktet Louny gränsar till Rakovník, Karlovy Vary och Kladno. 
Terrängen i distriktet Louny är huvudsakligen lite kuperad.
Distriktet Louny delas in i:
- Ročov
- Zálužice
- Úherce
- Čeradice
- Černčice
- Lipno
- Žatec
- Želkovice
- Žerotín
- Žiželice
- Raná
- Obora
- Libočany
- Louny
- Lišany
- Blažim
- Zbrašín
- Bitozeves
- Blatno
- Blšany
- Blšany u Loun
- Cítoliby
- Brodec
- Slavětín
- Chlumčany
- Podbořany
- Postoloprty
- Břvany
- Chožov
- Chraberce
- Deštnice
- Vršovice
- Liběšice
- Nová Ves
- Holedeč
- Lenešice
- Vroutek
- Staňkovice
- Podbořanský Rohozec
- Jimlín
- Nepomyšl
- Peruc
- Kryry
- Krásný Dvůr
- Libořice
- Libčeves
- Měcholupy
- Lubenec
- Líšťany
- Velemyšleves
- Tuchořice
- Vrbno nad Lesy
- Opočno
- Nové Sedlo
- Výškov
- Dobroměřice
- Očihov
- Panenský Týnec
- Petrohrad
- Veltěže
- Pnětluky
- Domoušíce
- Vinařice
- Toužetín
- Koštice
- Kozly
- Smolnice
- Počedělice
- Hřivice
- Hříškov

Följande samhällen finns i distriktet Louny:
- Louny
- Blšany
- Blšany u Loun